# Giulio Enrico di Sassonia-Lauenburg
Giulio Enrico di Sassonia-Lauenburg (Wolfenbüttel, 9 aprile 1586 – Praga, 20 novembre 1665) è stato duca di Sassonia-Lauenburg dal 1656 al 1665.

## Biografia
Era figlio del duca Francesco II di Sassonia-Lauenburg e della sua seconda moglie, Maria di Brunswick-Wolfenbüttel (Schladen, 13 gennaio 1566 - 13 agosto 1626, Lauenburg sull'Elba), figlia del duca Giulio di Brunswick-Lüneburg.
Il 18 gennaio 1656, alla morte del fratello maggiore, non avendo questi avuto eredi, ascese al trono di Sassonia-Lauenburg.
Morì nel 1665.

## Matrimonio e figli
Si sposò tre volte: in prime nozze sposò il 7 marzo 1617 a Grabow la contessa Anna della Frisia orientale, ma questo matrimonio fu senza eredi.
Il 27 febbraio 1628 sposò a Theusing Elisabetta Sofia di Brandeburgo (Berlino, 13 luglio 1589 – 24 dicembre 1629, Francoforte sull'Oder), figlia di Giovanni Giorgio di Brandeburgo, già vedova del principe Janusz Radziwiłł. Da questo matrimonio nacque un figlio:
- Francesco Ermanno (Theusing, 25 febbraio 1629 – 30 luglio 1666, Schwarzenbek).

Il suo terzo matrimonio venne celebrato a Vienna il 18 agosto 1632 con Anna Maddalena di Lobkowicz (20 luglio 1606 – 7 settembre 1668), figlia del barone Guglielmo il Giovane Popel von Lobkowitz (Popel z Lobkowicz). La coppia ebbe sei figli, di cui però solo due sopravvissero:
- Maria Benigna Francesca (Ratisbona, 10 luglio 1635 – 1º dicembre 1701, Vienna); sposò il 4 giugno 1651 il principe Ottavio Piccolomini, duca di Amalfi;
- Giulio Francesco (Praga, 16 settembre 1641 – 30 settembre 1689*, Reichstadt).

## Ascendenza
|                                                                            |                                                     |                                                              | Genitori                                               |  |  | Nonni |  |  | Bisnonni                                     |  |  | Trisnonni                                      |  |
|                                                                            |                                                     |                                                              |                                                        |  |  |       |  |  | 8. Magnus I, VIII duca di Sassonia-Lauenburg |  |  | 16. Giovanni V, VII duca di Sassonia-Lauenburg |  |
|                                                                            |                                                     |                                                              |                                                        |  |  |       |  |  | 8. Magnus I, VIII duca di Sassonia-Lauenburg |  |  | 16. Giovanni V, VII duca di Sassonia-Lauenburg |  |
|                                                                            |                                                     | 17. Dorotea di Brandeburgo                                   |                                                        |  |  |       |  |  | 8. Magnus I, VIII duca di Sassonia-Lauenburg |  |  |                                                |  |
| 4. Francesco I, IX duca di Sassonia-Lauenburg                              |                                                     |                                                              |                                                        |  |  |       |  |  | 8. Magnus I, VIII duca di Sassonia-Lauenburg |  |  |                                                |  |
|                                                                            |                                                     | 9. Caterina di Brunswick-Wolfenbüttel                        | 18. Enrico IV, XII principe di Brunswick-Wolfenbüttel  |  |  |       |  |  |                                              |  |  |                                                |  |
|                                                                            |                                                     | 9. Caterina di Brunswick-Wolfenbüttel                        | 18. Enrico IV, XII principe di Brunswick-Wolfenbüttel  |  |  |       |  |  |                                              |  |  |                                                |  |
|                                                                            |                                                     | 9. Caterina di Brunswick-Wolfenbüttel                        | 19. Caterina di Pomerania-Wolgast                      |  |  |       |  |  |                                              |  |  |                                                |  |
| 2. Francesco II, X duca di Sassonia-Lauenburg                              |                                                     | 9. Caterina di Brunswick-Wolfenbüttel                        |                                                        |  |  |       |  |  |                                              |  |  |                                                |  |
|                                                                            |                                                     | 10. Enrico IV, X duca di Sassonia                            | 20. Alberto III, VIII duca di Sassonia                 |  |  |       |  |  |                                              |  |  |                                                |  |
|                                                                            |                                                     | 10. Enrico IV, X duca di Sassonia                            | 20. Alberto III, VIII duca di Sassonia                 |  |  |       |  |  |                                              |  |  |                                                |  |
|                                                                            |                                                     | 10. Enrico IV, X duca di Sassonia                            | 21. Sidonia di Boemia                                  |  |  |       |  |  |                                              |  |  |                                                |  |
| 5. Sibilla di Sassonia                                                     |                                                     | 10. Enrico IV, X duca di Sassonia                            |                                                        |  |  |       |  |  |                                              |  |  |                                                |  |
|                                                                            |                                                     | 11. Caterina di Meclemburgo-Schwerin                         | 22. Magnus II, VI duca di Meclemburgo-Schwerin         |  |  |       |  |  |                                              |  |  |                                                |  |
|                                                                            |                                                     | 11. Caterina di Meclemburgo-Schwerin                         | 22. Magnus II, VI duca di Meclemburgo-Schwerin         |  |  |       |  |  |                                              |  |  |                                                |  |
|                                                                            |                                                     | 11. Caterina di Meclemburgo-Schwerin                         | 23. Sofia di Pomerania-Wolgast                         |  |  |       |  |  |                                              |  |  |                                                |  |
| 1. Giulio Enrico, XII duca di Sassonia-Lauenburg                           |                                                     | 11. Caterina di Meclemburgo-Schwerin                         |                                                        |  |  |       |  |  |                                              |  |  |                                                |  |
|                                                                            | 12. Enrico V, IX principe di Brunswick-Wolfenbüttel | 24. Enrico IV, XII principe di Brunswick-Wolfenbüttel (= 18) |                                                        |  |  |       |  |  |                                              |  |  |                                                |  |
|                                                                            | 12. Enrico V, IX principe di Brunswick-Wolfenbüttel | 24. Enrico IV, XII principe di Brunswick-Wolfenbüttel (= 18) |                                                        |  |  |       |  |  |                                              |  |  |                                                |  |
|                                                                            | 12. Enrico V, IX principe di Brunswick-Wolfenbüttel | 25. Caterina di Pomerania-Wolgast (= 19)                     |                                                        |  |  |       |  |  |                                              |  |  |                                                |  |
| 6. Giulio, X principe di Brunswick-Wolfenbüttel e VI principe di Calenberg | 12. Enrico V, IX principe di Brunswick-Wolfenbüttel |                                                              |                                                        |  |  |       |  |  |                                              |  |  |                                                |  |
|                                                                            |                                                     | 13. Maria di Württemberg-Mömpelgard                          | 26. Enrico, VI conte di Württemberg-Mömpelgard         |  |  |       |  |  |                                              |  |  |                                                |  |
|                                                                            |                                                     | 13. Maria di Württemberg-Mömpelgard                          | 26. Enrico, VI conte di Württemberg-Mömpelgard         |  |  |       |  |  |                                              |  |  |                                                |  |
|                                                                            |                                                     | 13. Maria di Württemberg-Mömpelgard                          | 27. Eva di Salm                                        |  |  |       |  |  |                                              |  |  |                                                |  |
| 3. Maria di Brunswick-Wolfenbüttel                                         |                                                     | 13. Maria di Württemberg-Mömpelgard                          |                                                        |  |  |       |  |  |                                              |  |  |                                                |  |
|                                                                            |                                                     | 14. Gioacchino II, XII principe elettore di Brandeburgo      | 28. Gioacchino I, XI principe elettore di Brandeburgo  |  |  |       |  |  |                                              |  |  |                                                |  |
|                                                                            |                                                     | 14. Gioacchino II, XII principe elettore di Brandeburgo      | 28. Gioacchino I, XI principe elettore di Brandeburgo  |  |  |       |  |  |                                              |  |  |                                                |  |
|                                                                            |                                                     | 14. Gioacchino II, XII principe elettore di Brandeburgo      | 29. Elisabetta di Danimarca                            |  |  |       |  |  |                                              |  |  |                                                |  |
| 7. Edvige di Brandeburgo                                                   |                                                     | 14. Gioacchino II, XII principe elettore di Brandeburgo      |                                                        |  |  |       |  |  |                                              |  |  |                                                |  |
|                                                                            |                                                     | 15. Edvige di Polonia                                        | 30. Sigismondo I, re di Polonia e granduca di Lituania |  |  |       |  |  |                                              |  |  |                                                |  |
|                                                                            |                                                     | 15. Edvige di Polonia                                        | 30. Sigismondo I, re di Polonia e granduca di Lituania |  |  |       |  |  |                                              |  |  |                                                |  |
|                                                                            |                                                     | 15. Edvige di Polonia                                        | 31. Barbara Zápolya                                    |  |  |       |  |  |                                              |  |  |                                                |  |
|                                                                            |                                                     | 15. Edvige di Polonia                                        |                                                        |  |  |       |  |  |                                              |  |  |                                                |  |